# Metarappresentazione
La metarappresentazione, dal termine rappresentazione più il prefisso greco meta, oltre, è definita da Deirdre Wilson come una rappresentazione di una rappresentazione: una rappresentazione di ordine superiore contenente al suo interno una rappresentazione di ordine inferiore. L'esempio classico in letteratura si rifà a una rappresentazione primaria (sensoriale), un disegno che rappresenta un paesaggio, e alla rappresentazione secondaria (mentale) del soggetto che la vede.

## Teoria della mente
In teoria della mente la metarappresentazione ha il suo posto tra gli strumenti proposti per spiegare la capacità di attribuzione di intenzionalità o di stati mentali ad un'altra persona.

### Negli animali non umani
Generalmente si assume che i membri della maggior parte delle specie animali non umane sono incapaci di attribuirsi stati mentali come volontà, credenze o desiderî, o addirittura di attribuirle ad altri organismi: mancherebbero perciò di abilità metarappresentative.

### Nell'uomo
La metarappresentazione permette all'uomo di rappresentare i pensieri e il senso delle parole dei suoi simili all'interno della situazione, analizzando i vari segnali (lessicali o meno, dalla struttura della frase, all'ironia, allo stato emotivo in cui la frase viene detta, ...) e scegliendo tra le possibili interpretazioni la più probabile. L'abilità di metarappresentare sarebbe dunque l'essenza della riflessione sul mondo e dei processi cognitivi di ordine superiore, permettendo di attribuire intenzioni e credenze ad un'altra persona anche se differenti dalle proprie.

#### Il test della falsa credenza
Il test della falsa credenza, è stato ideato per mettere alla prova questa capacità nei bambini. Il test consiste nel presentare al soggetto la seguente situazione (rappresentata con bambole, disegni o anche persone in carne ed ossa): una ragazza, Sally, entra in una stanza con una biglia, la mette in una cesta (x), ed esce dalla stanza; successivamente Anne entra nella stanza, da sola, e sposta la biglia di Sally in un'altra cesta (y). Date queste informazioni si chiede al soggetto: rientrando nella stanza, dove cercherà Sally la biglia?
Nei bambini fino a tre anni generalmente la capacità di rappresentare la situazione si limita alla coscienza degli stati fattuali degli oggetti, ossia non riescono a rappresentare le informazioni di cui sono a conoscenza gli altri. Dunque una risposta tipica di un bambino che non abbia sviluppato capacità di metarappresentazione sarà che Sally cercherà la biglia nella cesta dove realmente è, ossia la y. Aumentando l'età aumenta la percentuale di bambini che danno la risposta corretta, ossia la cesta x.

#### Autismo
Somministrando il test di Sally Anne a bambini con autismo, si è notato che il normale sviluppo delle capacità di metarappresentazione è rallentato o assente: a una stessa età la percentuale di soggetti che darà la risposta sbagliata è molto più alta negli autistici. Deirdre Wilson propone che anche la comprensione lessicale abbia bisogno di elementi di mindreading, concetto in questo caso assimilabile alla metarappresentazione